# Coccophagus inkermani
Coccophagus inkermani is een vliesvleugelig insect uit de familie Aphelinidae. De wetenschappelijke naam is voor het eerst geldig gepubliceerd in 1926 door Girault.